# Diplodocus
Diplodocus este numele unui gen de dinozaur sauropod de dimensiuni foarte mari descoperit în 1877 de cercetătorul englez S. W. Williston. Numele său a fost dat anul următor de către Othniel Charles Marsh, și provine din expresia greacă διπλόος δοκός. Ea a fost dată datorită oaselor de pe coadă, despre care o perioadă s-a crezut că sunt unice, dar recent s-au descoperit la încă un dinozaur din familia Diplodocidaelor: Mamenchisaurus.
Diplodocus a trăit mai exact acum 150-147 de milioane de ani într-o zonă din nord-vestul Americii actuale foarte populată cu dinozauri de dimensiuni colosale. Diplodocus este unul dintre dinozaurii ușor de recunoscut, fiind un sauropod cu coada de lungimea înregului corp și clasicul gât lung la acest ordin. După cum se știe, pe acești dinozauri îi ajuta în special mărimea în lupte, dar Diplodocus avea un avantaj în potriva inamicilor, principali fiind Ceratosaurus și Allosaurus. Își putea folosi coada drept bici (dar nu existau dovezi sigure pentru această afirmație).

## Descriere
Acest dinozaur erbivor a fost comparat cu un pod, fiind întins orizontal de la coadă până la cap, față de alții din subordinul său, cum ar fi Brachiosaurus, corpul fiind mai mult înalt la aceștia. El avea lungime de 25 m (din care circa 13 coada și 6 gâtul), și înălțimea doar de 4 m (mai mică ca a unor Therozi care îl amenințau). 

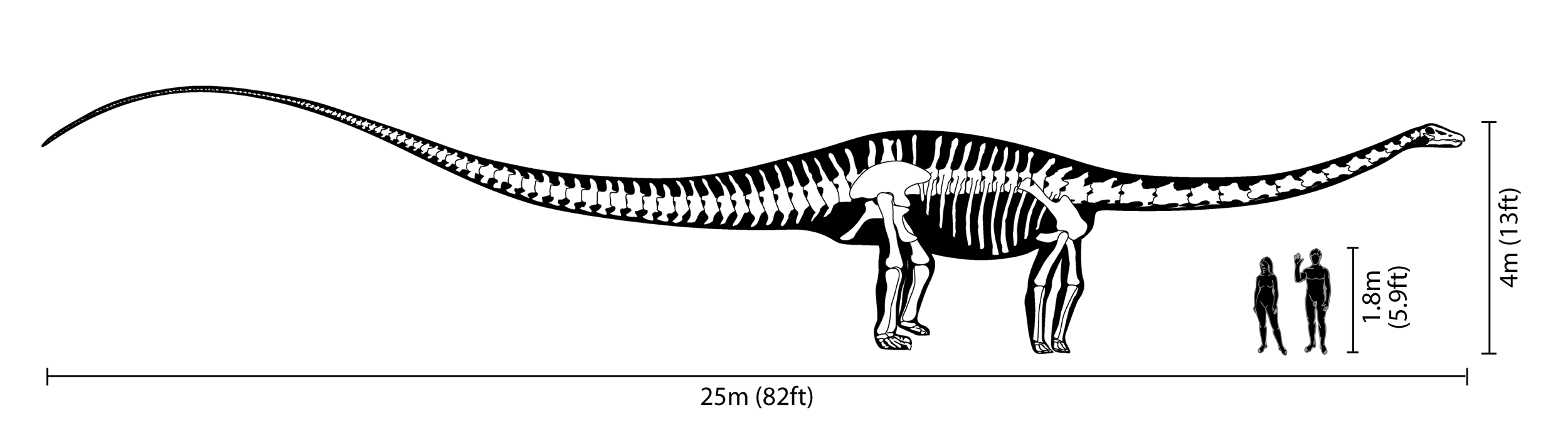
Dimensiunea unui Diplodocus comparată cu cea a unui om.

Scheletul complet a permis efectuarea mai multor calcule, estimându-se masa normală la 10-16 tone, depinzând de specimen. Diplodocus avea o coadă compusă din 80 de vertebre, probabil fiind cea mai lungă comparativ cu orice animal. Chiar dacă unele părți din corp erau foarte întinse acesta avea o balanță echilibrată, specia putând să se deplaseze în turme pe distanțe de zeci de km. 

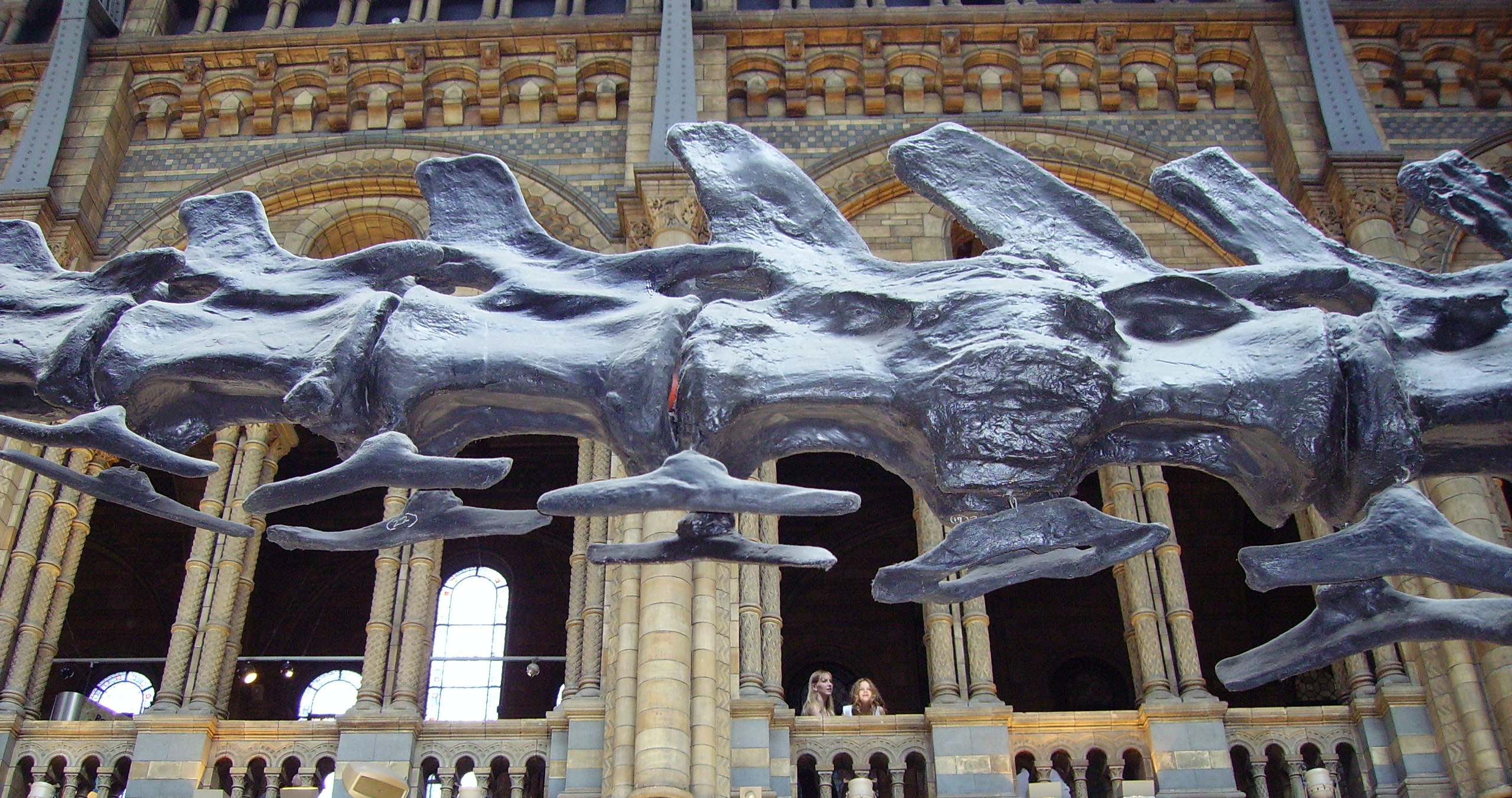
Coada cu 80 de vertebre.

## Descoperirea și clasificarea specimenelor
Primul schelet a fost descoperit în 1878 și până în 1924, mai mulți cercetători printre care Benjamin Mudge și Samuel Wendell Williston, au găsit fosile (demonstrându-se numărul mare de exemplare care au existat) la Como Bluff, Wyoming în Formațiunea Morrison.
Iată lista de specii cunoscute:
- D. longus este cunoscut după cele două cranii descoperite în Formațiunea Morrison , statul Colorado și statul Utah din Statele Unite ale Americii.

- D. carnegiei, numit după  Andrew Carnegie, este cel mai cunoscut datorită scheletului complet de la muzeul de istorie naturală Pittsburgh, Pennsylvania.

- D. hayi, cunoscut după un schelet parțial descoperit în 1902

- D. hallorum, cunoscut mai bine ca Seismosaurus hallorum a fost o fosilă despre care s-a atestat după niște dezbateri că este tot un Diplodocus care stabilește legătura evoluției dintre cei doi, și poate fi același D. longus, căruia nu i s-a descoperit decât craniul.